# Сеноманська вулиця
Сенома́нська ву́лиця — вулиця в Дніпровському районі міста Києва, місцевість ДВРЗ. Пролягає від Алматинської вулиці до вулиці Олекси Довбуша. 
Прилучаються провулки Сеноманський, Маломарганецький, Марганецький, Паровозний, вулиці Шляховиків та Паровозна.

## Історія
Вулиця виникла в 50-ті роки XX століття під назвою Нова. Сучасна назва — з 1957 року, від артезіанських сеноманських свердловин, що розташовані поблизу.